# Eula Valdez
Eula Valdez właśc. María Julia Amorsolo Valdez (ur. 11 grudnia 1968 w Manili) – filipińska aktorka i prezenterka telewizyjna.

## Kariera artystyczna
W 1992 zadebiutowała jednym z programów popołudniowych stacji GMA-7. W latach 90. grała niewielkie role w filmach i serialach telewizyjnych. W 2000 wystąpiła w jednej z najpopularniejszych filipińskich oper mydlanych – Pangako Sa'yo. W 2003 zagrała rolę Viny Morales w kolejnym serialu Darating Ang Umaga, wyprodukowanym przez stację ABS-CBN. Przez kilka lat występowała w programach i serialach stacji GMA-7, zanim w 2011 nie przeszła do ABS-CBN, gdzie odnosi największe sukcesy w swojej karierze aktorskiej. Od 2012 gra rolę Olivii la Pena w serialu Mundo Man ay Magunaw, opowiadającym losy znanej aktorki filipińskiej Susan Roces.
Wystąpiła w 37 filmach fabularnych. W 2003 została laureatką nagrody Asian TV Awards dla najlepszej aktorki filmowej.

## Role filmowe
- 1983: Bagets jako Janice
- 1988: Buy One, Take One
- 1990: Kapag Langit ang Humatol jako Nelia
- 1994: Lagalag: The Eddie Fernandez Story jako Sara
- 1997: Ang Pulubi at ang Prinsesa jako matka Rozalii
- 1997: Ikaw Pala ang Mahal Ko
- 2001: Di Kita Ma-reach
- 2003: Noon at Ngayon... Pagsasamang Kayganda jako Sylvia
- 2006: Nagmamahal, Kapamilya jako Louisa
- 2006: Rekados
- 2006: Umaaraw, Umuulan
- 2009: Ang Manghuhula
- 2010: Rosario jako Adela
- 2012: Born To Love You jako Sylvia